# Mezzana Rabattone

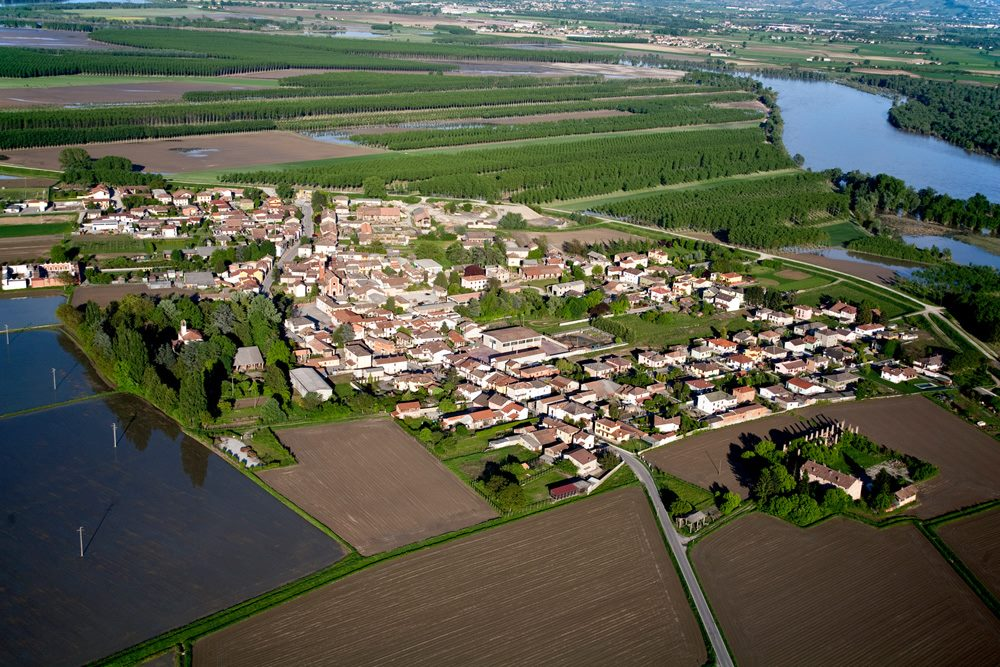
Visão aérea de Mezzana Rabattone

Mezzana Rabattone é uma comuna italiana da região da Lombardia, província de Pavia, com cerca de 532 habitantes. Estende-se por uma área de 7 km², tendo uma densidade populacional de 76 hab/km². Faz fronteira com Bastida Pancarana, Cervesina, Pancarana, Zinasco.

## Demografia
| Variação demográfica do município entre 1861 e 2011                               |
|                                                                                   |
| Fonte: Istituto Nazionale di Statistica (ISTAT) - Elaboração gráfica da Wikipedia |